# 三浪津站
三浪津站（：／ Samnangjin yeok */?）是京釜線與慶全線沿線交會的一座鐵路車站，位于韩国庆尚南道密陽市三浪津邑松旨里。

## 历史
- 1905年1月1日，落成使用。
- 1940年10月23日，第二代站舍竣工。
- 1988年1月10日，第三代站舍竣工。
- 1999年12月31日，第四代站舍竣工。

## 車站結構
3面6線混合式月台。2面2線是對向式月台是京釜線，1面2線島式月台是慶全線。

### 月台配置
| ↑ 翰林亭（慶全線）／↑ 密陽（京釜線） |
| ３ \| ２ \| １ \|                    |
| 院洞 ↓                               |

| 月台 | 路線   | 車種     | 目的地                                   |
| ---- | ------ | -------- | ---------------------------------------- |
| 1    | 京釜線 | 無窮花號 | 釜山、龜浦方向                           |
| 2    | 京釜線 | 無窮花號 | 東大邱、金泉、大田、首爾、水原、天安方向 |
| 3    | 慶全線 | 無窮花號 | 馬山、晉州、順天、木浦、光州松汀方向     |
| 3    | 慶全線 | 無窮花號 | 釜田、新海雲臺方向                       |

## 车站周边
- 三浪津高等学校
- 三浪津中学校
- 三浪津初等学校
- 松津初等学校
- 三浪津市場
- 三浪津郵政局
- 洛東江

## 图片

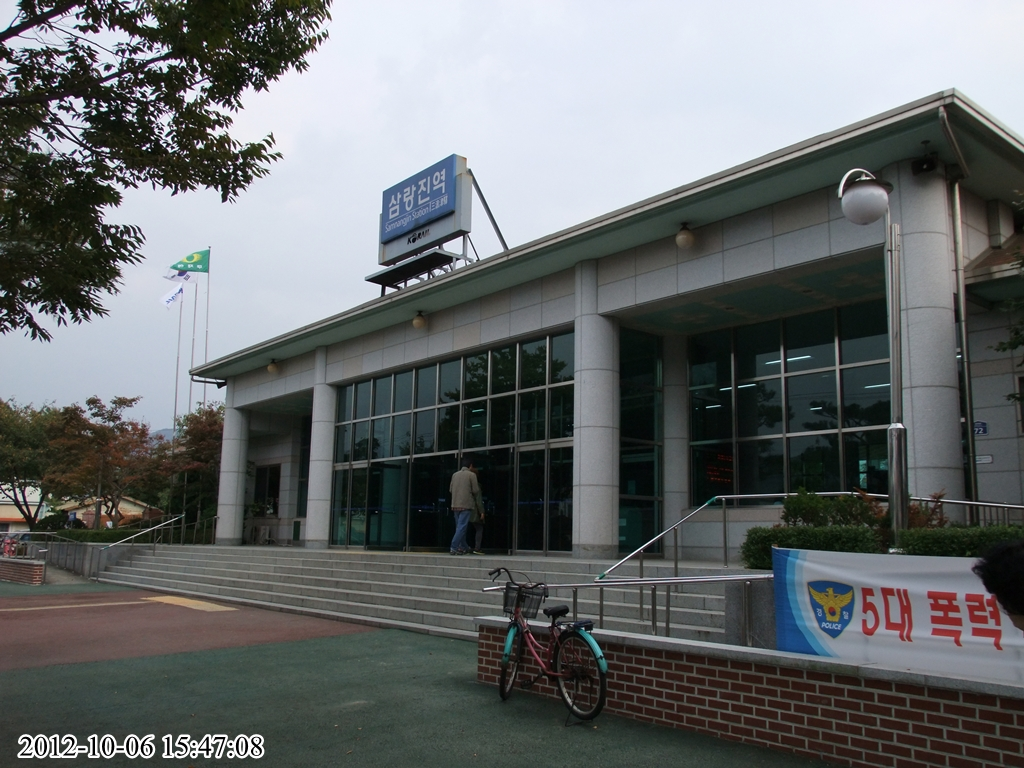
车站站舍
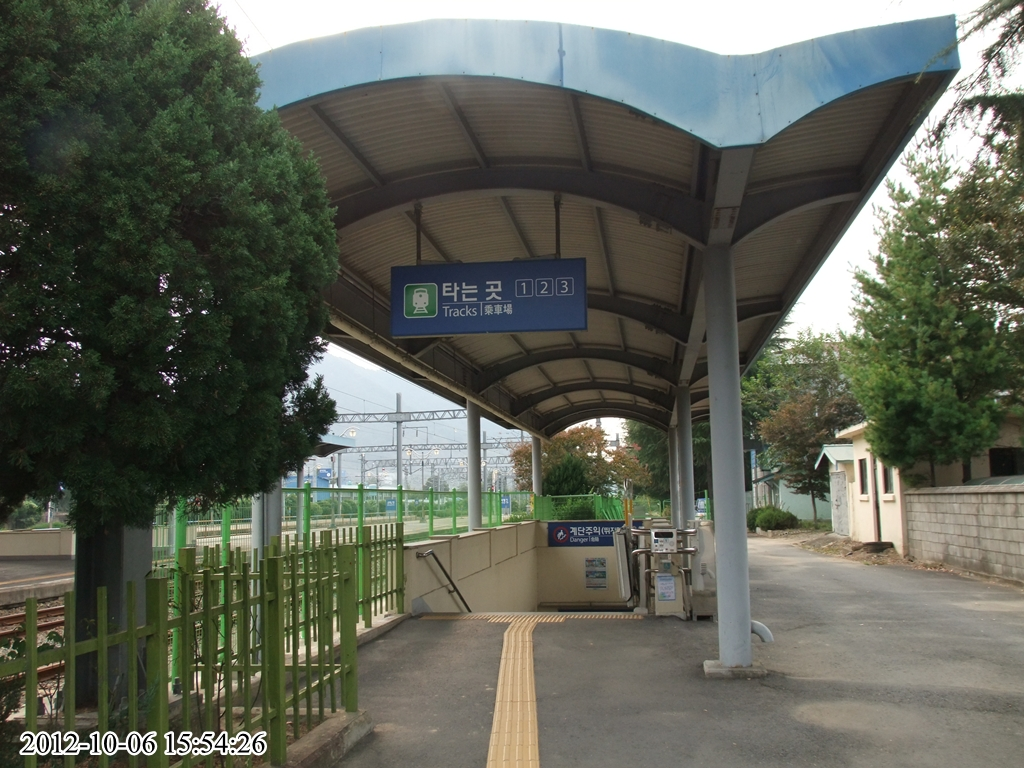
车站地下通道入口
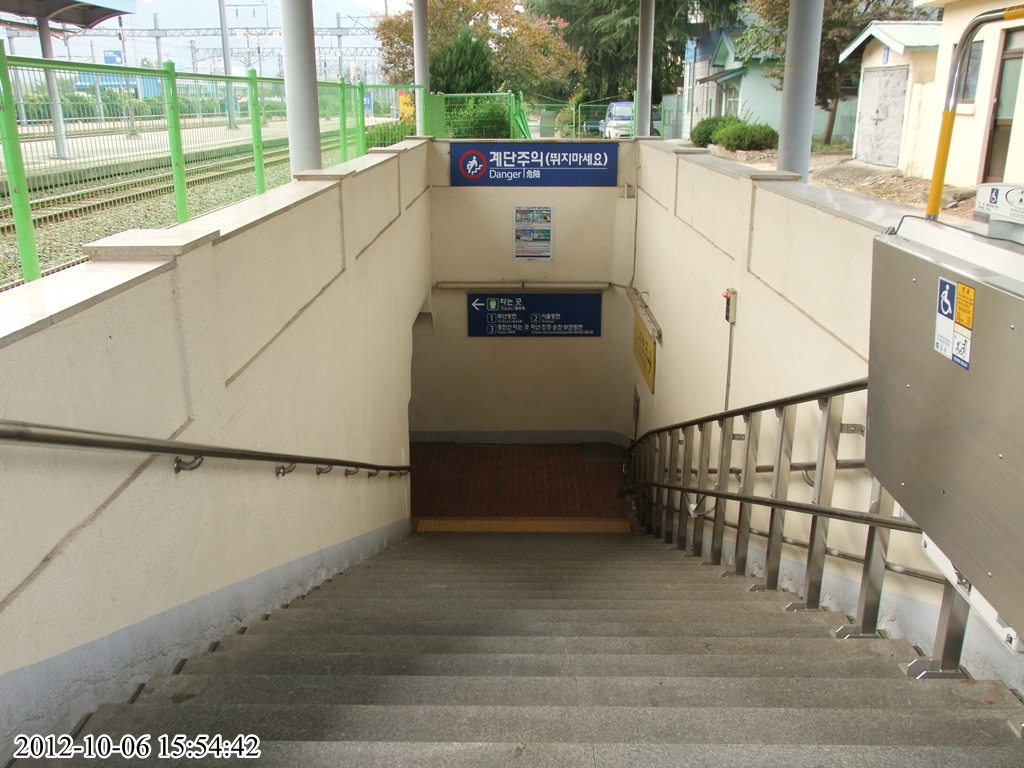
地下通道入口起点
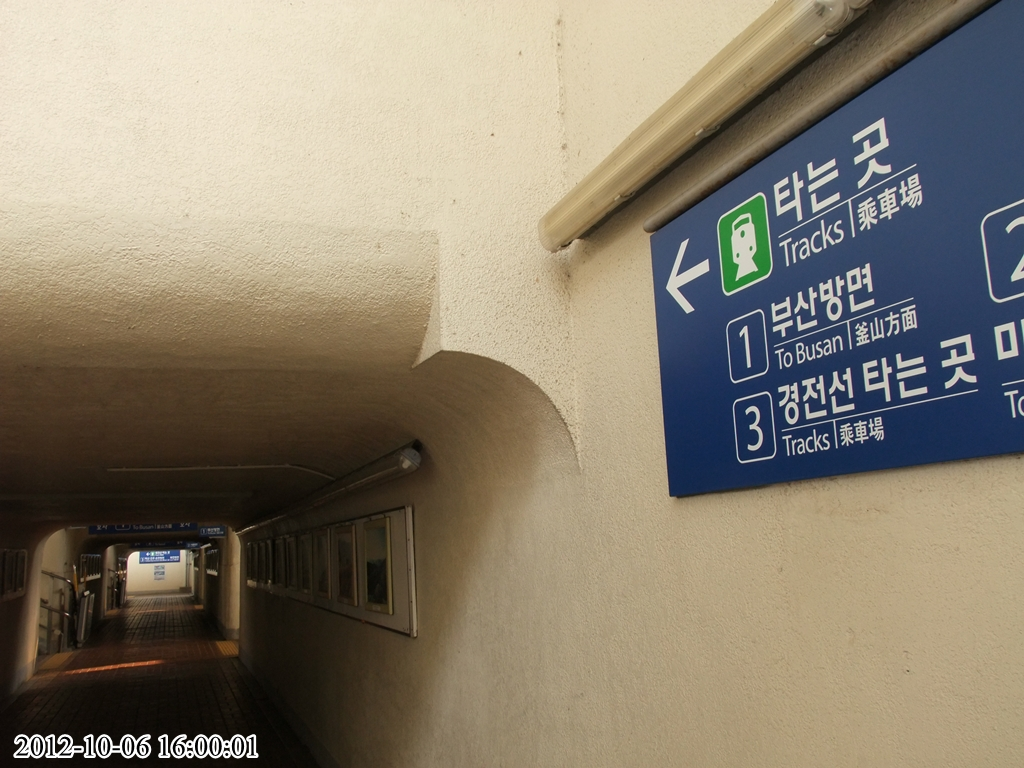
地下通道入口1
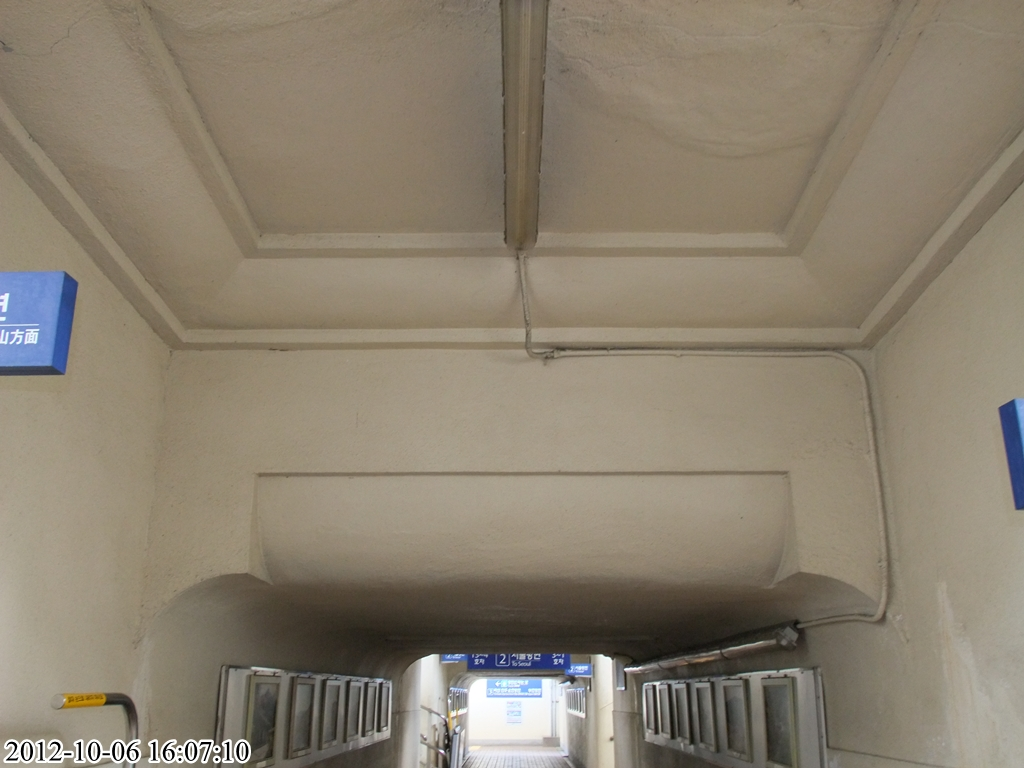
地下通道入口2
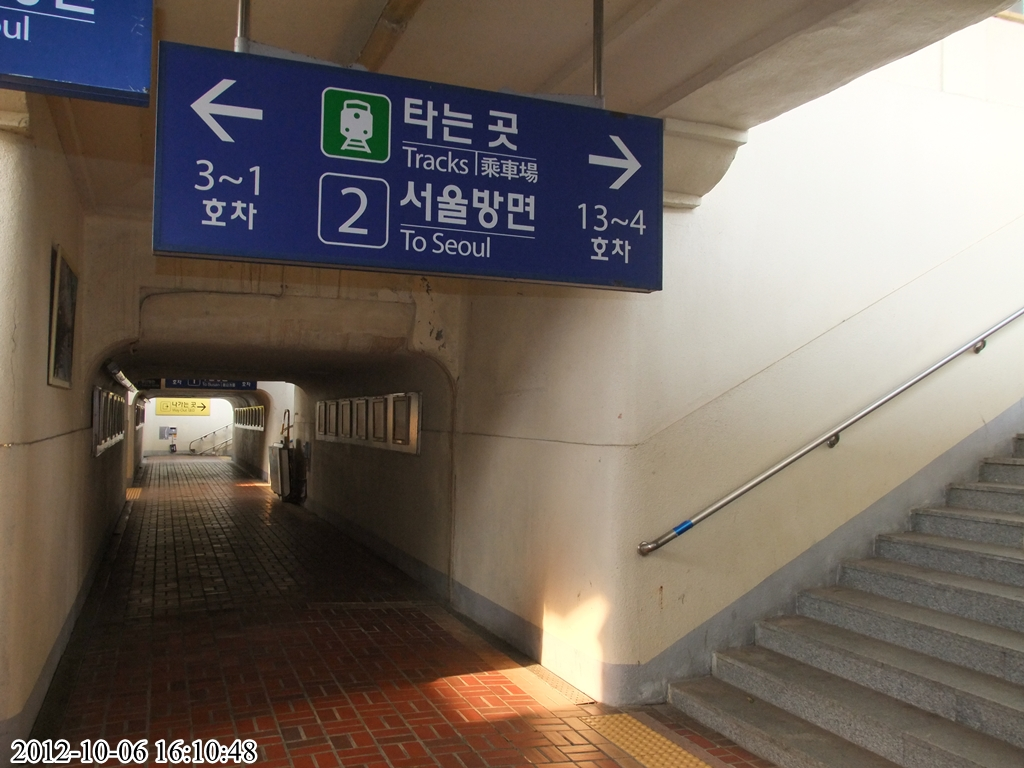
地下通道入口3
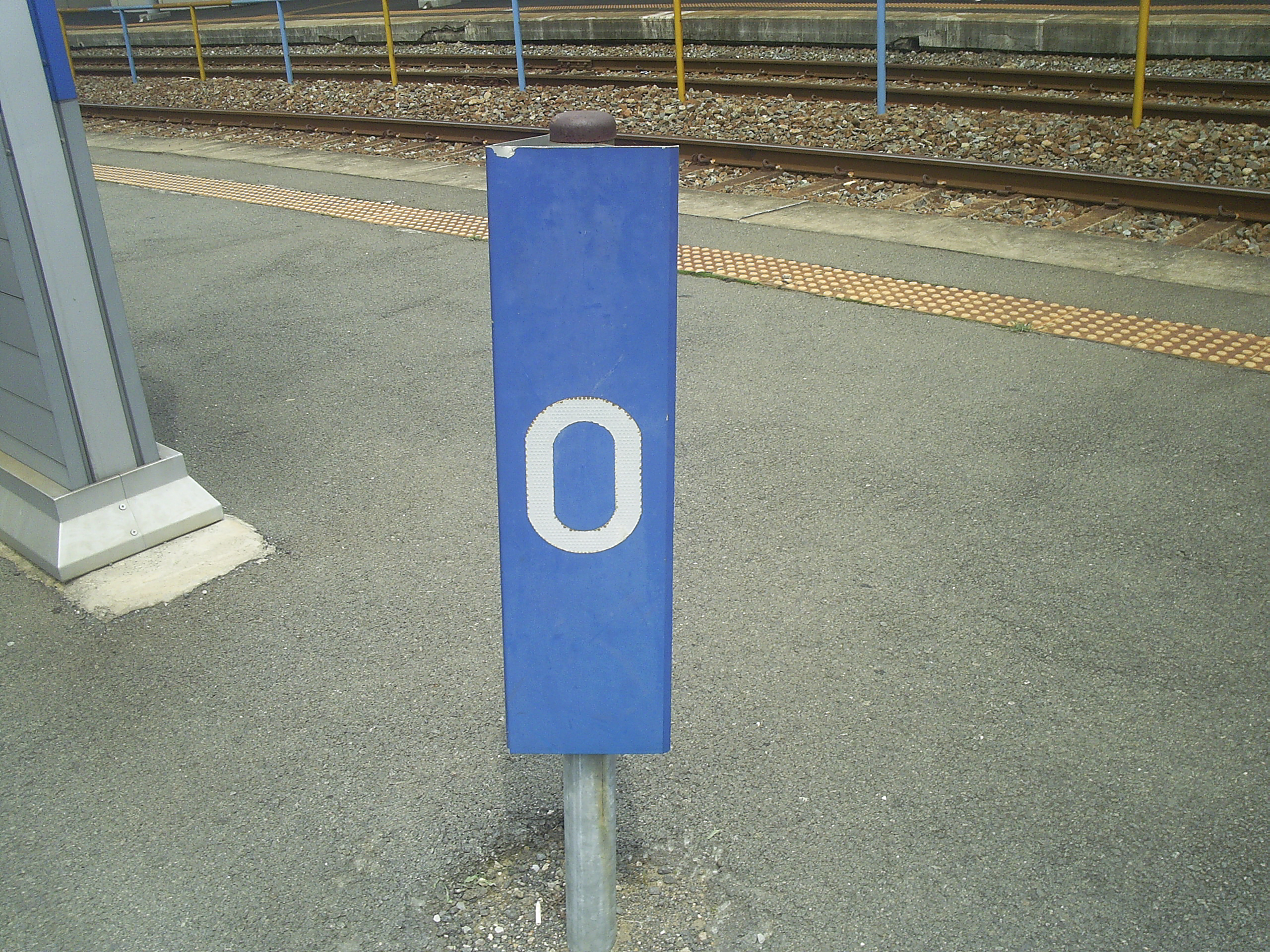
车站站台
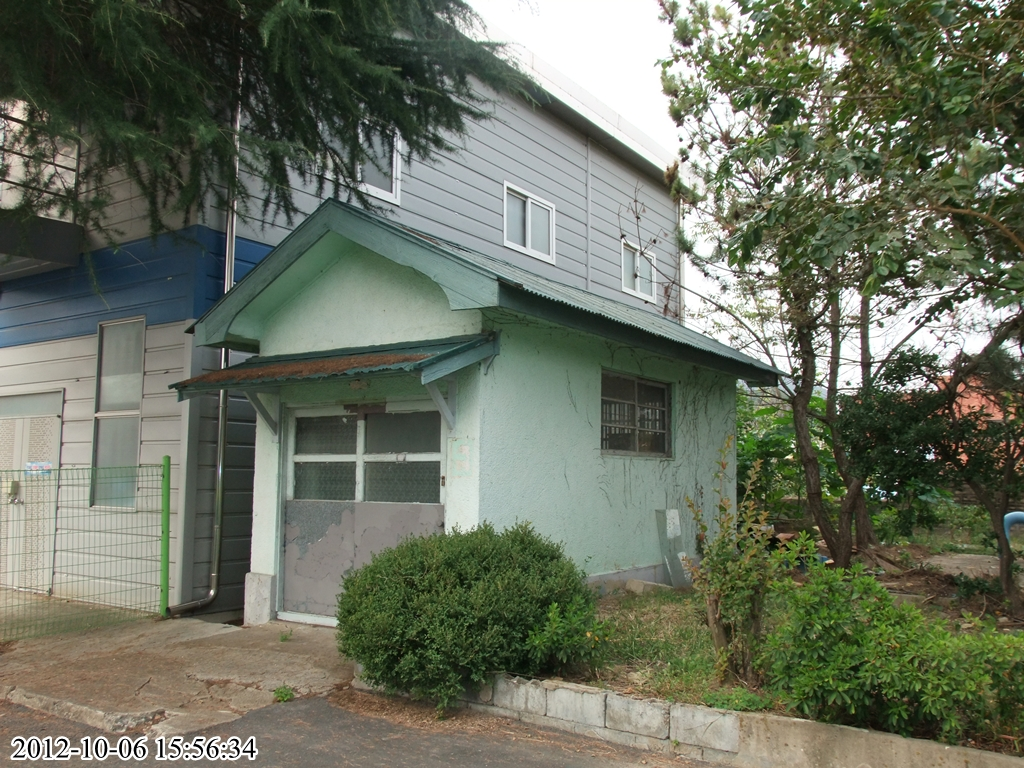
车站站舍一角

## 相鄰車站
韓國鐵道公社
京釜線
無窮花號　
密陽－三浪津－院洞
慶全線
無窮花號　
院洞（京釜線直通）－三浪津－洛東江